# Poem ohne Held
Poem ohne Held (russisch Поэма без героя / Poema bez geroja) ist eine als Triptychon konzipierte Versnovelle von Anna Achmatowa, fertiggestellt im Jahr 1963. Dieses Werk gilt gemeinhin als ihr Meisterwerk.

## Geschichte
Anna Achmatowa schrieb 1963 (manchen Quellen zufolge 1962) in Taschkent, wohin sie evakuiert worden war, die letzten Zusätze zu ihrem Werk Poem ohne Held, mit dem sie schon 1949 – laut manchen Quellen bereits 1940 – im Weißen Saal des Fontänenhauses, in Leningrad (bis 1924 und seit 1991 wieder Sankt Petersburg), begonnen hatte. Bis ins Jahr 1962 hatte sie die erste Fassung noch mehrfach überarbeitet und nur in kleinen Auszügen publiziert, bevor schließlich 1967 in New York erstmals eine vollständige Publikation des „Poems“ erfolgte. Jedoch wurde Poem ohne Held erst 1974 auch in Russland vollständig veröffentlicht. Der britisch-jüdisch-russische politische Philosoph und Ideengeschichtler Isaiah Berlin beschrieb das Werk, als Anna dieses 1945 im Fontänenhaus vorlas, als:

„… eine Art endgültiges Denkmal für ihr – Anna Achmatowa – als Dichterin [...], für die Vergangenheit der Stadt – St. Petersburg –, die sie als Teil ihres Wesens empfand.“

## Aufbau
Poem ohne Held. Ein Triptychon (1940–1963)
Statt eines Vorwortes
Widmung
Zweite Widmung
Dritte und Letzte Widmung
Einleitung
Erster Teil. Das Jahr Neunzehnhundertunddreizehn. Eine Petersburger Novelle
Erstes Kapitel
Auf dem Podest/Im Treppenhaus. Intermezzo
Zweites Kapitel
Drittes Kapitel
Viertes und Letztes Kapitel
Nachwort
Zweiter Teil. Kehrseite
Strophen 1–21
Dritter Teil. Epilog

## Handlung
Poem ohne Held ist ein Werk für die in Leningrad (St. Petersburg) Gestorbenen. Es beschwört in Form eines Karnevalszuges, in dem maskierte Gestalten mitlaufen – eine ganze Generation verschwundener Freunde und Gestalten aus dem Petersburg – herauf, der vor ihr selbst im Fontänenhaus erscheint. Dieser Karnevalszug beschreibt mit ihren maskierten Gesichtern die Leute, die die Geschichte 1913 hinter sich gelassen hatten. Das Gedicht ist voller literarischer Anspielungen, mit denen sich zahlreiche Gelehrte beschäftigt haben.
Die Widmung bzw. die Kernaussage des Werkes am Anfang ihres Requiems:

„Und weil ich kein Papier mehr habe, schreibe ich dies auf deinem Manuskript.“

wurde von Ossip Mandelstam, einem guten Freund und von ihr als „Zwilling“ bezeichnet, in dem Gedicht Tristia aus dem Jahre 1922 vorhergesagt, das sie wiederum als Motto zum dritten Kapitel ihres eigenen Werkes zitierte.

„Petersburg

Es wird uns neu zusammenführen

Als hätten wir die Sonne dort verscharrt,

Und zum ersten Mal wirds unsern Mund berühren

Jenes selige sinnlose Wort.
 
Tief im Samt der Sowjetnacht, im schwarzen
  
Samt der Leere, weltenweit,
 
Singen seliger Frauen Augen, und es wachsen
 
Blumen noch und blühn für alle Zeit.“

Daneben ist das Werk auch ein Auferstehungslied – ein literarischer Ausdruck der geistigen Worte, die den Menschen jener Stadt erlaubten, die Sowjetmacht zu überdauern und sich in Petersburg wiederzutreffen.

## Text-Ausgaben
- Anna Achmatowa: Poem ohne Held. Poeme und Gedichte, russisch und deutsch (= Reclams Universal-Bibliothek. Bd. 795). Nachdichtungen von Heinz Czechowski, Uwe Grüning, Rainer Kirsch und Sarah Kirsch. Interlinearübersetzungen von Oskar Törne. Übersetzung der Prosatexte von Fritz Mierau, Werner Rode und Eckhard Thiele. Hrsg. von Fritz Mierau. Philipp Reclam jun., Leipzig [1979], 1982, 2., erweit. Aufl. [Mit „‚Anmerkungen des Redakteurs’ (d. h. der Achmatowa)“[4], Kommentaren und Ergänzungen.]
- Anna Achmatowa: Poem ohne Held. Späte Gedichte (= Reclams Universal-Bibliothek. Bd. 1487). Nachdichtungen von Heinz Czechowski, Hrsg. von Fritz Mierau. Reclam, Leipzig 1993, 6., veränderte Aufl., ISBN 3-3790-1487-7 (zweisprachig, russisch/deutsch).
- Anna Achmatowa: Poem ohne Held. Übersetzung von Bettina Eberspächer. Erinnerungen an Anna Achmatowa. Übersetzung von Kay Borowsky. Hrsg. von Siegfried Heinrichs. Oberbaum Verlag, Berlin 1997, zugl. Lucas Presse, Enger/Ostwestfalen 1997, ISBN 3-926409-40-1 (deutsch/russisch).[5]
- Anna Achmatowa: Poem ohne Held (= Chamäleon. Bd. 9; Akmeismus. Bd. 3). Aus dem Russ. neu übertr. von Alexander Nitzberg. Grupello Verlag, Düsseldorf 2001, ISBN 3-933749-38-7 (deutsch/russisch). [Mit „‚Anmerkungen des Redakteurs’ (d. h. der Achmatowa)“[6], Kommentaren und Ergänzungen.]